# 大布季切夫斯卡山
47°52′19.6″N 24°40′7.8″E / 47.872111°N 24.668833°E
大布季切夫斯卡山是烏克蘭的山峰，位於該國西部伊萬諾-弗蘭科夫斯克州，處於韋爾霍維納區，屬於烏克蘭喀爾巴阡山脈中奇夫奇尼山脈的一部分，海拔高度1,678米。